# Tōgō
Tōgō (japanska: 東郷町?, Tōgō-chō) är en landskommun i Aichi prefektur i Japan. Kommunen ligger cirka 15 km sydost om centrala Nagoya.